# ボクラはピアチェーレ
『ボクラはピアチェーレ』とは、ad:lib（アドリブ）から2010年6月25日に発売されたアダルトゲームである。「ボクピア」と略される。
バンドを題材とした学園青春物語を描く。ad:libの第1作でもあり、2010年2月28日に公式ウェブサイトが開設された。
なお、ピアチェーレ (Piacere) とは、「自由に」「気ままに」を表す音楽用語である。

## ストーリー
神木真理が私立奏英学園へ入学した日の夜、彼の自宅である神社の境内へ何者かが侵入した。
真理が外に飛び出したところ、そこにいたのは昼間の部活紹介で歌を歌っていた、軽音楽部の明日葉さくらであった。

## 登場人物

### 主人公およびヒロイン
神木 真理（かみき まさみち）
主人公。実家は「神乃樹神社」という名の神社。困っている人を見過ごせない心優しい少年で、幼少時に母を亡くしている。以前はギターをやっていたが、ある事情からやめてしまった。親しい人物からは、名前を音読みした「マリ」というあだ名で呼ばれる。
明日葉 さくら（あしたば さくら）
声：桃井いちご
奏英学園2年。軽音楽部では部長を務め、ギターとメインボーカルを担当する。早朝には新聞配達、放課後にはファミレスでのアルバイトに励んでいる特待生でもあるため、学費は3年間免除されている。
母と離婚して久しい父の借金が原因でホームレスとなった上に頼れる親戚もいないため、寝床を求めて侵入した神社で神木家に保護された。このような災難に遭いながらも、前向きで元気に振る舞っている。
高野 琴子（たかの ことこ）
声：氷室百合
奏英学園1年。真理と雄太の幼馴染。自身の体形を気にしており、そのことをネタにする雄太とはいつも喧嘩している。ピアノの経験者で、軽音楽部ではキーボードを担当。
鈴木 絢香（すずき あやか）
声：桜川未央
奏英学園2年。さくらの親友で、彼女のことを溺愛している。軽音楽部で副部長を務め、ベースを担当する。
蓮川 瑞樹（はすかわ みずき）
声：湖月紅れ葉
奏英学園2年。学園の生徒会長。適当な軽音楽部へクレームを付けに来るが、いつもさくらと絢香に丸め込まれてしまう。

### その他
中川 雄太（なかがわ ゆうた）
声：角川竜二
奏英学園1年。真理や琴子とは幼馴染。頭の中では常にエロいことを考えている。軽音楽部ではドラムを担当。
神木 清治郎（かみき せいじろう）
声：中澤アユム
真理の父で、神乃樹神社の神主。早くに妻を亡くし、2人の子供を育ててきた。
神木 舞子（かみき まいこ）
声：葵時緒
神乃樹神社の巫女。弟の真理にちょっかいを出して遊ぶ、いたずら好きな姉。現在は実家から独立して近所のマンションで暮らしており、実家の部屋にはさくらが住んでいる。
松沢 奈々（まつざわ なな）
声：AKANE
奏英学園の新任教師。真理たちのクラス担任を勤める傍ら、軽音楽部の顧問も勤めているが、部室にはほとんど現れない。

## スタッフ
- 原画：Moo℃団
- シナリオ：毘沙素、後里歩

## 主題歌
オープニングテーマ「未来はきっとShiny Days」
作詞・作曲・編曲：津上潤也 (I.o) / 歌：奏英学園軽音部 Starring I.o